# Steven Davis
Steven Davis MBE (n. 1 ianuarie 1985) este un fotbalist profesionist din Irlanda de Nord care joacă ca mijlocaș pentru clubul scoțian de Premiership Rangers și este căpitanul echipei naționale a Irlandei de Nord. Davis a debutat complet pe plan internațional în 2005 și de atunci a fost selecționat de 126 de ori la nivel de seniori pentru a deveni cel mai selecționat jucător din Irlanda de Nord, marcând 12 goluri. Cele 126 de selecții ale lui Davis pentru Irlanda de Nord îl fac cel mai selecționat jucător britanic din istorie, record deținut anterior de fostul portar al Angliei, Peter Shilton, cu 125 de selecții.